# Ibani
L'ibani (o bonny) és una llengua ijo que es parla al sud de Nigèria, al Regne de Bonny, a l'estat de Rivers. Els bonnys són els membres del grup ètnic que parlen l'ibani.
L'ibani és una llengua de la família lingüística de les llengües ijo orientals. Concretament pertany al grup lingüístic de les llengües ido orientals del nord-est; les altres llengües d'aquest grup lingüístic són l'nkoroo, el kalabari i el kirike. Totes elles es parlen a Nigèria.

## Ús de la llengua
L'ibani és una llengua que gaudeix d'un ús vigorós (6a); tot i que no està estandarditzada, l'utilitzen persones de totes les edats i generacions. L'ibani té traduïts fragments de la bíblia i s'hi està desenvolupant l'escriptura en alfabet llatí. Segons l'ethnologue, el 1989 hi havia 60.000 ibani-parlants.

## Població i religió
El 92% dels 97.000 ibanis són cristians; la meitat són anglicans, el 30% pertanyen a esglésies cristianes independents i el 20% són protestants. El 8% dels ibanis restants creuen en religions tradicionals africanes.